# 13 Sentimentos
13 Sentimentos é um filme brasileiro de comédia romântica escrito e dirigido por Daniel Ribeiro. Foi lançado nos cinemas pela Vitrine Filmes em 13 de junho de 2024.

## Elenco[3]
- Artur Volpi como João
- Michel Joelsas como Vitor
- Helena Albergaria como Maria
- Sidney Santiago como Hugo
- Igor Cosso como Leo
- Juliana Gerais como Alice
- Daniel Tavares como Rodrigo
- Maitê Schneider como Paula
- Bruno Rocha como Orlando
- Pither Lopes como Júlio
- João Victor Toledo como Gustavo
- Marcos Oli como Chico
- Fabrício Pietro como Alexandre
- Marco Barreto como Davi
- Arthur Alfaia como Diego
- Cleomácio Inácio como Martin
- Heron Leal como Will

## Produção
O longa-metragem é uma co-produção da Lacuna Filmes, Clara Luz Filmes, Canal Brasil e Telecine, sendo distribuído pela Vitrine Filmes.
Foi gravado no ano de 2023.

## Distribuição
O filme é distribuído pela Vitrine Filmes, bem como recebeu apoio do Projeto Paradiso, que faz parte do programa Brasil no Mundo, como o fulcro de incentivar a exibição da produção brasileira no mercado internacional.

## Recepção
No Papo de Cinema, Robledo Milani avaliou com 7/10 de sua nota dizendo que "13 Sentimentos é acessível quando necessário, mas não desprovido de portas que apontem a caminhos mais densos e, por vezes, não tão solares."
No Omelete, Juliana Melguiso avaliou com 2/5 de sua nota dizendo que "apesar das boas intenções, 13 Sentimentos se perde na busca de si".
No Meio Amargo, Bruno Carmelo pontuou o filme com uma nota 3/10 dizendo "que aposta numa linguagem romântica e leve — até demais. Qual o significado de filmar apenas corpos padronizados, e deixar todos os personagens negros em segundo plano, num longa-metragem contemporâneo?" No Cine Set, Lucas Lopes Aflitos avaliou com 2,5/3 estrelas dizendo que o filme "poderia ser muito mais do que ele foi. Mas sentimentos também são bastante particulares e peculiares."
O Band Entretê publicou uma crítica negativa dizendo que "é ruim (...) considerando que o último longa do diretor, Hoje Eu Quero Voltar Sozinho, é um bom filme. É muito triste ver que dez anos depois o diretor volta e produz uma coisa como essa".